# Вильжюиф — Луи Арагон (станция метро)
«Вильжюиф — Луи Арагон» (фр. Villejuif — Louis Aragon) — конечная станция 7-й линии парижского метрополитена, расположенная в парижском пригороде Вильжюиф.

## История
Станция была открыта 28 февраля 1985 года в конце пускового участка Ле-Кремлен — Бисетр — Вильжюиф — Луи Арагон. Названа в честь французского писателя Луи Арагона.
Пассажиропоток по станции по входу в 2011 году, по данным RATP, составил 5650185 человек. В 2012 году на станцию вошли 5 881 894 человека, а в 2015 году входной пассажиропоток резко вырос до 6 661 476 пассажиров (44 место по уровню входного пассажиропотока в Парижском метро), что связано с открывшейся в 2013 году трамвайной линией Т7 в аэропорт Париж-Орли.

## Перспективы
К 2022 году планируется провести через Вильжюиф — Луи Арагон южную дугу линии 15 с организацией пересадочного узла с линией 7. Глубина заложения зала линии 15 составит 30 метров.. Архитектором зала на новой линии стал Филипп Газо.